# Sarcophaga altitudinis
Sarcophaga altitudinis är en tvåvingeart som beskrevs av Camillo Rondani 1989. Sarcophaga altitudinis ingår i släktet Sarcophaga och familjen köttflugor. Inga underarter finns listade i Catalogue of Life.